# Botanophila profuga
Botanophila profuga este o specie de muște din genul Botanophila, familia Anthomyiidae. A fost descrisă pentru prima dată de Stein în anul 1916. Conform Catalogue of Life specia Botanophila profuga nu are subspecii cunoscute.